# راسيل شبيغل
راسيل شبيغل (بالإنجليزية: Russ Spiegel)‏ هو عازف جاز أمريكي، ولد في 30 مارس 1962 في لوس أنجلوس في الولايات المتحدة.

## وصلات خارجية
- الموقع الرسمي
- راسيل شبيغل على موقع IMDb (الإنجليزية)
- راسيل شبيغل على موقع ميوزك برينز (الإنجليزية)
- راسيل شبيغل على موقع أول ميوزيك (الإنجليزية)
- راسيل شبيغل على موقع ديسكوغز (الإنجليزية)